# Elsa Jakobson
Elsa Vivian Marianne Jakobson, ogift Pettersson, född 7 september 1930 i Lyse församling i dåvarande Göteborgs och Bohus län, död 22 februari 2019 i Solna, var en svensk entreprenör och medgrundare av Babybjörn.
Tillsammans med Björn Jakobson grundade Elsa Jakobson tillverkningsföretaget Babybjörn 1961. Företaget lanserade babysittern i Sverige men producerar även andra babyprodukter. Hon verkade i företaget fram till slutet av 1970-talet då hon sålde sin del.
Elsa Jakobson gifte sig 1951 med Sten Jakobson (1926–2017), produktutvecklare för Babybjörn, son till Nils Jakobson och bror till Björn Jakobson. Makarna har fem barn.